# کامانچی نورت شور (کالیفرنیا)
کامانچی نورت شور (به انگلیسی: Camanche North Shore) یک منطقهٔ مسکونی در ایالات متحده آمریکا است که در شهرستان آمادور، کالیفرنیا واقع شده‌است. کامانچی نورت شور ۵٫۹۷۴ کیلومتر مربع مساحت و ۹۷۹ نفر جمعیت دارد و ۹۳٫۸۸ متر بالاتر از سطح دریا واقع شده‌است.